# Martí Casas i Rabiol
Martí Casas i Rabiol (Malgrat de Mar, Maresme, 1845-1924) va ésser un sastre fins al 1867 quan passà a dedicar-se exclusivament al comerç de robes. Especialitzat com a majorista de puntes de coixí, fomentà aquesta artesania a la vila de Malgrat de Mar i, per les seues activitats, fou premiat pel rei espanyol Alfons XIII (1906).
L'any 1884 presidí el Casino Artesà i el 1889 fou un dels socis fundadors de la societat El Recreu. També exercí les funcions de batlle entre 1887 i 1889.
Element actiu del moviment catalanista, va presidir el Centre Català de Malgrat de Mar i signà el Missatge a la Reina Regent (1888). En produir-se l'escissió del Centre Català de Barcelona, es decantà per la Lliga de Catalunya i dins la Unió Catalanista presentà esmenes al Projecte de bases per a la constitució regional catalana (1891) i fou delegat a les Assemblees de Manresa (1892), Reus (1893), Balaguer (1894) i Olot (1895).
Partidari que els catalanistes participessin en la vida política, com a membre de la directiva de l'Agrupació Catalanista de Malgrat de Mar va prestar suport a la candidatura dels quatre presidents i compartí les opcions polítiques defensades per la Lliga Regionalista.